# Autohaus Jörg Glauner
Das Autohaus Jörg Glauner ist ein deutscher Hersteller von Automobilen.

## Unternehmensgeschichte
Jörg Glauner gründete 2000 das Unternehmen zur Produktion von Automobilen. Der Markenname lautet Rush. Der Standort war zunächst an der Siemensstraße 6 in Feldrennach. Dort war zuvor das Autohaus Achim Gorgus ansässig. Ab Modelljahr 2011 war der Firmensitz an der Gruppenstraße 3 in Schwann. Heute befindet sich Büro und Werkstatt in Bad Wildbad.

## Fahrzeuge

### Rush
Das Unternehmen übernahm vom Autohaus Gorgus das Modell Rush. Es ähnelt dem Lotus Seven. Auf einen Stahlgitterrohrrahmen wird eine Karosserie aus Aluminium montiert. Das Fahrzeug ist als Bausatz, als rollendes Chassis und als Fertigfahrzeug erhältlich. Für den Antrieb stehen Einbaumotoren von Ford, Honda, Opel und von der Suzuki Hayabusa zur Verfügung.

### Dakota F1-Roadster
Auch der Dakota F1-Roadster wurde vom Autohaus Gorgus übernommen und bis ins Modelljahr 2002 angeboten. Er war sportlicher ausgelegt als der Rush.

### TD 2000
Dies war eine Nachbildung des MG TD aus den 1950er Jahren und wurde nur in den Modelljahren 2005 und 2006 angeboten. Auf einen Stahlrahmen wurde eine Karosserie aus Kunststoff montiert. Für den Antrieb sorgte ein Vierzylindermotor mit 2000 cm³ Hubraum und 130 PS Leistung. Der Neupreis betrug 40.550 Euro.